# World Cyber Games 2008
I World Cyber Games 2008 si sono svolti a Colonia, Germania, dal 5 novembre al 9 novembre 2008. L'evento ospitava 800 giocatori da 78 Paesi.

## Giochi ufficiali

### PC
- Counter-Strike: 1.6
- StarCraft: Brood War
- Warcraft III: The Frozen Throne
- FIFA 08
- Need for Speed: ProStreet
- Command & Conquer 3: Kane's Wrath
- Age of Empires III: The Asian Dynasties
- Red Stone
- Carom3D

### Xbox 360
- Project Gotham Racing 4
- Guitar Hero III
- Halo 3
- Virtua Fighter 5

### Mobile games
- Asphalt 4

## Risultati
| 2008                    | Gold         | Silver         | Bronze       | 4th              |
| Age of Empires III      | h2o_         | iamgrunt       | TheDemon     | Luigi            |
| Asphalt 4               | Slyfoxlover  | Bluewolf       | neogetix     | Mellow           |
| Carom3D                 | KEnSin       | InmORtall      | Guigo123     | Proton           |
| Command and Conquer 3   | Dackel       | Heckenheinrich | khufu_ownz   | Xeon             |
| Counter-Strike          | mTw.dk       | SK-Gaming      | eSTRO        | cbteam           |
| FIFA 08                 | nExt-BeBe    | LastNightPT    | Patan        | forZe.Walkman.C- |
| Guitar Hero III         | Monkey       | Lo7_           | Gugge2000    | samqwe           |
| Halo 3                  | EndResult    | SSK.           | Mob_Deep     | ENCORE.BBR       |
| Need for Speed          | USSRxMrRASER | USSRxProStreet | Steffan      | FTINaDoL         |
| Project Gotham Racing 4 | Handewasser  | Live           | SteVeK       | BBoyle           |
| Red Stone               | Comeonbaby   | HappysweetsB   | HappysweetsA | Cool Runnings    |
| Starcraft               | Luxury       | Stork          | Strelok      | Lovett           |
| Virtua Fighter 5        | ITABASHI     | Danny13        | adanYUKI     | stprock          |
| Warcraft 3              | MYM]Grubby   | MYM]Moon       | Happy        | GG.HoT.C-Club    |

## Medagliere
| Nazione       | O | A | B |
| ------------- | - | - | - |
| Corea del Sud | 3 | 3 | 1 |
| Paesi Bassi   | 2 | 0 | 1 |
| Stati Uniti   | 1 | 1 | 3 |
| Germania      | 1 | 1 | 2 |
| Giappone      | 1 | 1 | 1 |
| Russia        | 1 | 1 | 1 |
| Singapore     | 1 | 1 | 0 |
| Regno Unito   | 1 | 1 | 0 |
| Canada        | 1 | 0 | 0 |
| Danimarca     | 1 | 0 | 0 |
| Romania       | 1 | 0 | 0 |
| Svezia        | 0 | 1 | 1 |
| Bulgaria      | 0 | 1 | 0 |
| Francia       | 0 | 1 | 0 |
| Italia        | 0 | 1 | 0 |
| Portogallo    | 0 | 1 | 0 |
| Austria       | 0 | 0 | 1 |
| Brasile       | 0 | 0 | 1 |
| Ucraina       | 0 | 0 | 1 |